# Petalosarsia brevirostris
Petalosarsia brevirostris är en kräftdjursart som beskrevs av Gamo 1986. Petalosarsia brevirostris ingår i släktet Petalosarsia och familjen Pseudocumatidae. Inga underarter finns listade i Catalogue of Life.